# Xã Gallipolis, Quận Gallia, Ohio
Xã Gallipolis (tiếng Anh: Gallipolis Township) là một xã thuộc quận Gallia, tiểu bang Ohio, Hoa Kỳ. Năm 2010, dân số của xã này là 5.097 người.